# Oldenlandia paridifolia
Oldenlandia paridifolia är en måreväxtart som först beskrevs av Stephen Troyte Dunn, och fick sitt nu gällande namn av Woon Young Chun. Oldenlandia paridifolia ingår i släktet Oldenlandia och familjen måreväxter.
Artens utbredningsområde är Hainan (Kina). Inga underarter finns listade i Catalogue of Life.